# Canton de Brive-la-Gaillarde-Nord-Est
Pour les articles homonymes, voir Canton de Brive-la-Gaillarde (homonymie).
Le canton de Brive-la-Gaillarde-Nord-Est est une ancienne division administrative française située dans le département de la Corrèze, en région Limousin.

## Histoire
Le canton de Brive-la-Gaillarde-Nord-Est est issu de la partition en 1982 du canton de Brive-la-Gaillarde-Nord.

### Redécoupage cantonal de 2014-2015
Par décret du 24 février 2014, le nombre de cantons du département passe de 37 à 19, avec mise en application aux élections départementales de mars 2015. Le canton de Brive-la-Gaillarde-Nord-Est est supprimé à cette occasion, la ville étant alors divisée en quatre nouveaux cantons (cantons de Brive-la-Gaillarde-1 à -4).

## Géographie
Ce canton faisait partie de la commune de Brive-la-Gaillarde dans l'arrondissement de Brive-la-Gaillarde. Son altitude variait de 102 m à 315 m pour une altitude moyenne de 142 m.

## Administration
| Période | Période | Identité        | Étiquette    | Qualité                                                                                            |
| ------- | ------- | --------------- | ------------ | -------------------------------------------------------------------------------------------------- |
| 1982    | 2001    | Raymond Lacombe | RPR          | Conseiller régional du Limousin (1992-1998) Conseiller municipal de Brive-la-Gaillarde (1965-1995) |
| 2001    | 2015    | Claude Nougein  | UDF puis UMP | Conseiller régional du Limousin (1992-2004) Sénateur de la Corrèze depuis 2014                     |

## Composition
Le canton de Brive-la-Gaillarde-Nord-Est se composait uniquement d’une fraction de la commune de Brive-la-Gaillarde. Il comptait 9 921 habitants (population municipale) au 1er janvier 2012.
| Nom                            | Code Insee | Intercommunalité      | Population (dernière pop. légale)              |
| ------------------------------ | ---------- | --------------------- | ---------------------------------------------- |
| Brive-la-Gaillarde (chef-lieu) | 19031      | CA du Bassin de Brive | Fraction : 9 921(2012) Commune : 46 961 (2014) |

## Démographie
| 1982 | 1990   | 1999   | 2006   | 2011   | 2012  |
| ---- | ------ | ------ | ------ | ------ | ----- |
| -    | 10 320 | 10 255 | 10 540 | 10 314 | 9 921 |